# Dear Mr. President

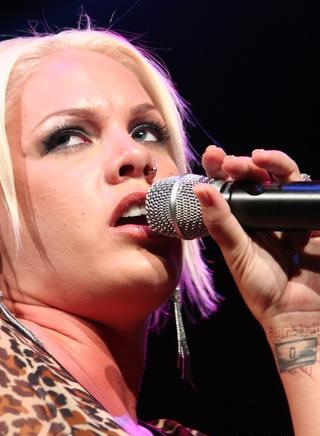
La chanteuse P!nk en 2006.

Dear Mr. President est une chanson de P!nk en duo avec Indigo Girls, sortie en 2006 et présente sur le quatrième album de la chanteuse : I'm Not Dead.
Pink déclare que cette chanson est une lettre ouverte à l'ancien président des États-Unis, George W. Bush, et que c’est l'une des chansons les plus importantes qu'elle a écrite. Elle a déclaré que le single ne sortirait jamais aux États-Unis, parce qu’il était trop important pour n'être perçu que comme un coup de pub. Depuis, il est sorti en Europe, en Australie, au Canada, et au Royaume-Uni.
Cette chanson est une chanson engagée qui porte sur la critique de la politique.